# 角張力
角張 力（かくばり つとむ）は、宮城県出身の、日本の柔道家。階級は重量級(93kg超級)。現役時代は身長175cm。体重103kg。

## 経歴
天理大学時代の1973年には優勝大会で優勝を飾った。1974年の優勝大会では決勝の東京教育大学戦で一本勝ちするなどチームの2連覇に貢献して優勝選手にも選ばれた。さらには、ブリュッセルで開催された世界学生の個人戦重量級と団体戦でも優勝を飾った。引退後は宮城県柔道連盟の常任理事に就任した。

## 戦績
- 1973年 -　優勝大会　優勝
- 1974年 -　優勝大会　優勝
- 1974年 -　世界学生　個人戦　重量級　優勝　団体戦　優勝

(出典、JudoInside.com)。